# Kids Against Hunger

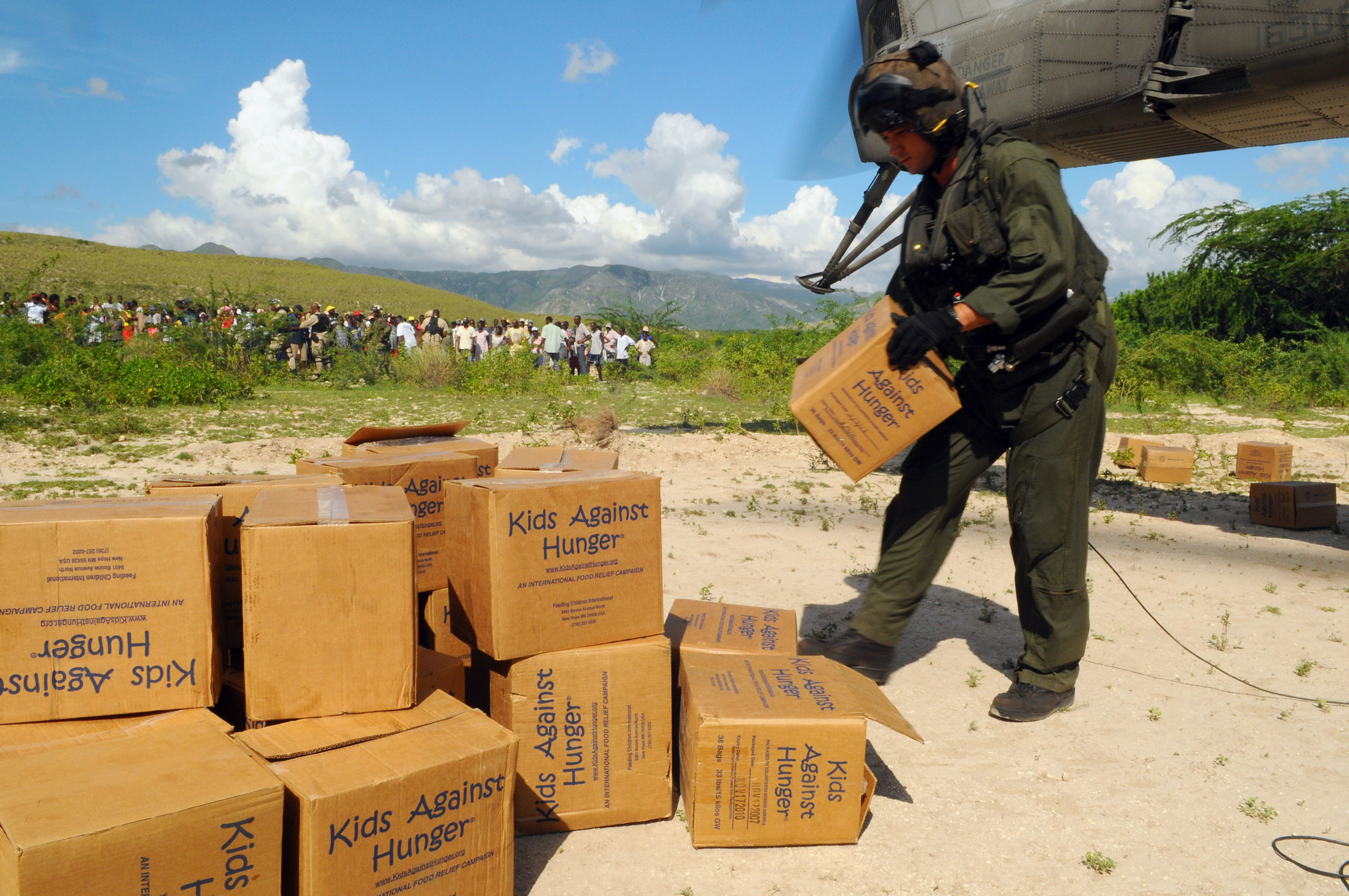
Żołnierz US Navy dystrybuuje posiłki na terenie dotkniętego głodem Haiti

Kids Against Hunger – amerykańska, humanitarna organizacja non-profit założona w 1999 przez Richarda Proudfita z siedzibą w Manhattan (Kansas). Zajmuje się dożywianiem osób głodujących lub niedożywionych, zwłaszcza dzieci.

## Historia
W 1974 roku Richard Proudfit  (zmarły 13 listopada 2018 w domu opieki w Bloomington w stanie Minnesota w wieku 88 lat) pojechał do Hondurasu jako wolontariusz po uderzeniu huraganu. Obserwując głód i niedożywienie tamtejszych dzieci, podjął decyzję o zaangażowaniu się w problematykę zwalczania głodu na świecie oraz o przeznaczeniu na ten cel środków finansowych. Wykorzystując swoją wiedzę w zakresie produkcji i dystrybucji dóbr, zainteresował swoim projektem środowiska korporacyjne. Pozyskał też wiedzę naukową od specjalistów zajmujących się żywnością (z Cargill i innych firm spożywczych), aby opracować pożywny, bogaty w białko i wzbogacony witaminami oraz minerałami produkt, który po zalaniu wodą i ugotowaniu zapewnia pełnowartościowy posiłek głodującym dzieciom. Jego działania zaowocowały powstaniem ogólnoświatowej sieci organizacji, które mogą efektywnie dystrybuować żywność do najbardziej zaniedbanych zakątków świata.

## Cele i działania
Podejście organizacji do osiągnięcia swojego celu, którym jest wyeliminowanie głodu na świecie, obejmuje pakowanie przez wolontariuszy na terenie Stanów Zjednoczonych i Kanady opracowanej przez organizację zapiekanki sojowo-ryżowej oraz dystrybucja tego posiłku wśród głodujących dzieci i ich rodzin w siedemdziesięciu krajach (w tym USA i Polsce) poprzez partnerstwa z organizacjami humanitarnymi. Realizacja misji wymaga dużych nakładów sił i środków podczas pakowania żywności. Według władz organizacji najlepszym sposobem na efektywną realizację tego zadania jest zdecentralizowana, lokalna sieć organizacji satelickich, które są aktywne na podległych im terenach. Ten model angażuje ludzi i pozwala im uświadomić sobie, że mogą przyczynić się do rozwiązania światowego problemu głodu.
Kids Against Hunger współpracuje z organizacjami takimi jak Kiwanis, Rotary International i różnorodnymi grupami wyznaniowymi. Ta strategia pozwala również organizacji na ciągłe zwiększanie zdolności pakowania żywności i zaangażowanie coraz liczniejszych wolontariuszy. Od momentu rozpoczęcia działalności organizacja dostarczyła ponad dwa miliardy posiłków dla dzieci i ich rodzin w siedemdziesięciu krajach świata.

## Struktura posiłków
Posiłki Kids Against Hunger zostały opracowane przez naukowców zajmujących się żywnością, aby zapewnić bogate źródło łatwo przyswajalnego białka, węglowodanów i witamin potrzebnych niedożywionym dzieciom i osobom dorosłym. Jedzenie jest również dostosowane do szerokiej gamy etnicznych upodobań i uwzględnia uwarunkowania religijne konsumentów na całym świecie. Posiłki zawierają wszystkie dziewięć aminokwasów niezbędnych do pełnego odżywiania, czyli różnią się od innych typowych źródeł pomocy żywnościowej, takich jak samodzielnie dystrybuowany ryż lub fasola. Posiłki uwzględniają też specjalne ograniczenia dietetyczne – są bezglutenowe i wegańskie, a ich przydatność dla ludności tkwi w prostocie. Posiłki składają się z czterech łatwo dostępnych, suchych komponentów, które łatwo się pakuje, zachowują przez długi czas przydatność do spożycia i do przygotowania wymagają jedynie dodania wody i ugotowania (czas gotowania to około 20 minut). Pomimo tej prostoty posiłki stanowią złożony i dobrze zbilansowany pokarm.
Organizacja oferuje dwa produkty:
- posiłek międzynarodowy, którego formuła witaminowa jest zastrzeżona. Zawiera 21 witamin i minerałów, a każdy worek ma sześć porcji żywności odwodnionej, która po ugotowaniu zaspokaja głód sześciu osób. Według naukowców zajmujących się jedzeniem, którzy opracowują żywność, zapewnia ona optymalną ilość składników odżywczych niedożywionym osobom. Opakowania są wykonane z materiału odpornego na wilgoć i zapachy, aby zapobiec psuciu się i problemom z owadami i gryzoniami. Torby na żywność są trójwarstwowe i mają wysoką wytrzymałość w czasie transportu. Posiłki mają co najmniej trzy lata przydatności do spożycia,
- ryż łaciński, który jest produktem przeznaczonym przede wszystkim na teren USA. Zawiera osiemnaście witamin i minerałów oraz dziewięć aminokwasów. Porcja jest obliczona na sześć osób i zalewa się ją sześcioma filiżankami wrzącej wody. Opakowanie jest odporne na wilgoć i zapachy, a także ataki szkodników. Spełnia wymagania Federalnego Szkolnego Lunchu[4].

Na zawartość posiłków składają się: ryż długoziarnisty, zmiażdżona soja (wzbogacana witaminami), liofilizowana mieszanka sześciu warzyw (w posiłku międzynarodowym) lub liofilizowana czarna fasola (w ryżu łacińskim), przyprawy, witaminy i proszek mineralny.